# SemiDevilish
SemiDevilish – album polskiej grupy muzycznej Darzamat. Wydawnictwo ukazało się w 2004 roku nakładem wytwórni muzycznej Metal Mind Records. W ramach promocji do utworu "In Red Iris" został zrealizowany teledysk w reżyserii Damiana Wolffa.

## Lista utworów
1. "Intro" (muzyka: Daamr, Chris; słowa: Flauros, Nera) - 2:50
2. "In Red Iris" (muzyka: Daamr, Chris; słowa: Flauros, Nera) - 4:33
3. "Era Aggression" (muzyka: Daamr, Chris; słowa: Flauros, Nera) - 4:01
4. "Time Of Obscure Emotions" (muzyka: Daamr, Chris; słowa: Flauros, Nera) - 5:02
5. "Fistful Of Ashes" (muzyka: Daamr, Chris; słowa: Flauros, Nera) - 5:06
6. "Demise" (muzyka: Daamr, Chris; słowa: Flauros, Nera) - 4:18
7. "Absence Of Light" (muzyka: Daamr, Chris; słowa: Flauros, Nera) - 4:25
8. "The Darkest One" (muzyka: Daamr, Chris; słowa: Flauros, Nera) - 3:41
9. "Dusk" (muzyka: Daamr, Chris; słowa: Flauros, Nera) - 6:01
10. "From Beyond" (muzyka: Daamr, Chris; słowa: Flauros, Nera) - 4:56
11. "In Its Cobweb" (muzyka: Cymeris; słowa: Flauros, Nera) - 4:45

## Twórcy
| - Agnieszka "Nera" Górecka - śpiew - Rafał "Flauros" Góral - śpiew - Damian "Daamr" Kowalski - gitara, gitara basowa - Krzysztof "Chris" Michalak - gitara - Patryk "Spectre" Kumór - instrumenty klawiszowe | - Tomasz "Golem" Dańczak - perkusja - Maciej Mularczyk - inżynieria dźwięku - Łukasz Giemula - inżynieria dźwięku - Maciej Mularczyk - mastering, miksowanie - Joanna Nowicka - zdjęcia, oprawa graficzna, okładka |